# Douglas Duarte da Silva
Douglas Duarte Souza da Silva (* 24. September 1983) ist ein brasilianischer Volleyballspieler.

## Karriere
Duarte da Silva kam 2007 zum Hypo Tirol Volleyballteam Innsbruck. Mit dem Verein wurde er in der Saison 2007/08 österreichischer Vizemeister. In der folgenden Saison pausierte er wegen einer Verletzung am Knie und verließ Innsbruck deshalb im Januar 2009. Anschließend spielte er in seiner brasilianischen Heimat. In der Saison 2010/11 war der Mittelblocker in der spanischen Liga bei Tarragona aktiv. Danach spielte er zwei Jahre in Jakarta. 2013 holte Innsbruck den Brasilianer zurück. Mit Innsbruck wurde er von 2014 bis 2017 viermal in Folge österreichischer Meister. Außerdem gewann er 2014 den nationalen Pokal und spielte regelmäßig in der Volleyball Champions League. 2017 wurde er in das Team des neugegründeten deutsch-österreichischen Bundesligisten Hypo Tirol Alpenvolleys Haching übernommen. Mit den Alpenvolleys schied er in der Saison 2017/18 im Achtelfinale des DVV-Pokals aus, erreichte aber in den Bundesliga-Playoffs das Halbfinale. Die gleichen Ergebnisse gab es in der Saison 2018/19.